# Pronunție
În fonetică, termenii pronunție, pronunțare și rostire au două sensuri principale. Unul se referă la acțiunea de a produce, a emite sunete articulate cu ajutorul organelor vorbirii. Celălalt se referă la modul de a efectua această acțiune în cazul sunetelor și al grupurilor de sunete concrete, al cuvintelor și al grupurilor de cuvinte. Se mai vorbește și despre pronunțarea unei limbi sau a unei varietăți de limbă (dialect, sociolect etc.) referitor la setul de sunete pe care le are, precum și despre pronunțarea literelor, grupurilor de litere și a cuvintelor scrise, referitor la corespondența dintre aspectul scris și cel vorbit al limbii.

## Pronunție corectă și pronunție greșită
Ca în toate celelalte domenii ale limbii, și în cel fonetic, vorbitorul poate face abateri, numite greșeli de pronunție. Din punctul de vedere al lingvisticii pur descriptive, nenormative, neprescriptive și necorective, niciun fapt de limbă din folosirea limbii sale materne de către orice vorbitor nativ adult și normal, în condiții normale, nu poate fi considerat incorect, dacă nu este o greșeală accidentală. În concepția ei este greșeală numai nerespectarea regulilor limbii în general. Fiecare varietate de limbă are normele ei, deci greșeala este greșeală din punctul de vedere al regulilor acelei varietăți, făcută de vorbitorul care o folosește.
La unii vorbitori nativi, greșelile pot fi cauzate de unele tulburări neurofiziologice sau neuropsihologice, precum bâlbâiala, graseierea etc. De corectarea acestora se ocupă ortofonia, numită și logopedie.
La oricare vorbitor nativ cu funcțiile cerebrale normale pot apărea greșeli ocazionale despre care știe că sunt abateri, și de obicei le corectează imediat, de exemplu intervertirea sunetelor inițiale a două cuvinte a căror formă diferă numai prin acele sunete, ex. en  heft lemisphere în loc de left hemisphere „emisfera stângă”.
Copiii care își învață limba maternă fac și ei greșeli.
Vorbitorii unei limbi care le este străină fac și ei abateri de la regulile acelei limbi, mai ales în cursul învățării ei, din cauza necunoașterii regulilor sau a insuficientei lor asimilări. Una din cauzele acestor abateri este interferența, numită și transfer negativ. Constă în aplicarea unor reguli ale limbii materne, diferite de cele ale limbii străine, în folosirea celei din urmă. Interferențele fonetice constau în pronunțarea unor sunete ca în limba maternă, ex. [r] din spaniolă sau din rusă pronunțat [ʁ] de un vorbitor nativ de limba franceză.
Din punctul de vedere al lingvisticii normative, prescriptive și corective, a cultivării limbii, sunt greșeli toate abaterile de la regulile varietății standard a limbii, indiferent dacă sunt făcute de nativi sau de non-nativi. Aceste reguli sunt fixate în cadrul standardului de către ortoepie. Pentru limba română, acestea sunt prezente în DOOM. Greșelile față de ortoepie sunt ale vorbitorului care nu cunoaște destul de bine varietatea standard, chiar dacă are o varietate de limbă maternă pe care o cunoaște foarte bine. Uneori, un astfel de vorbitor care vrea să se conformeze standardului, face erori numite „hipercorectitudine” sau „hiperurbanism”, aplicând prin analogie reguli valabile pentru alte situații, ex. piftea vs. chiftea sau arfivă vs. arhivă.
Una din greșelile de pronunție este metateza, care poate apărea din oricare motiv prezentat mai sus. Constă cel mai adesea în schimbarea locului sunetelor sau al silabelor dintr-un cuvânt, de exemplu:
ro  potrocală vs. portocală, poctoavă vs. potcoavă, scluptură vs. sculptură;
fr  aréoplane vs. aéroplane „aeroplan”;
en  aks vs. ask „a întreba”;
ru  раболатория (rabolatoria) vs. лаборатория (laboratoria) „laborator”.

## Greșeala de pronunție în istoria limbii
Precum alte fenomene care sunt greșeli la un moment dat al existenței limbii, și greșeala de pronunție poate participa la evoluția cuvintelor. Așa este și metateza. Inițial este un fenomen individual pentru ușurarea pronunțării, care poate fi validat ulterior de colectivitatea lingvistică, să fie consfințit de uzul general, apoi integrat în varietatea standard a limbii. Exemple de asemenea metateze:
ro  frumos < la  formosus;
fr  fromage „brânză” < la  formaticum;
es  milagro „miracol” < miraglo < la  miraculum;
it  chioma „coamă” < *clŏma < la  cŏmŭla ;
en  bird „pasăre” < engleza veche brid;
hu  köp < pök „scuipă”;
BCMS žlica „lingură” < slava veche lžica < proto-slavă lĭžica.